# Ángeles Mastretta
Ángeles Mastretta (Puebla, 1949. október 9. –) mexikói költő és író. 

## Életpályája
Kommunikáció tudományból doktorált a mexikóvárosi egyetemen (UNAM) és 1985-ig több rádió, televízió és újság szerkesztőjeként is dolgozott. Házas, két gyermek anyja és Mexikóvárosban él házastársával, a szintén író és politikai elemző Héctor Aguilar Camínnal.
Első publikációja az 1975-ben megjelent verseskötet a La pájara pinta (Színes madár) címmel. Azt azóta több regény is követte, a Szakítsd ki az életem című regényéért a tekintélyes Premio Mazatlán irodalmi díjjal tüntették ki, a Mal de Amores regényéért pedig első nőként megkapta a Rómulo-Gallegos-díjat.

## Művei
- La pájara pinta (1975)
- Arráncame la vida (1985)
- Mujeres de ojos grandes (1990)
- Puerto libre (1993)
- Mal de amores (1996)
- El mundo iluminado (1998)
- Ninguna eternidad como la mía (1999)
- El cielo de los leones (2003)
- Maridos (2007)